# Antonio Casilli
Antonio Casilli, né le 18 février 1972, est professeur de sociologie à Télécom Paris/ Institut Polytechnique de Paris  et chercheur de l'Institut Interdisciplinaire de l’Innovation (i3), unité mixte de recherche du Centre National de la Recherche Scientifique. 
Il est également chercheur associé au Laboratoire d'Anthropologie Critique Interdisciplinaire de l’École des hautes études en sciences sociales ainsi que membre associé du Nexa Center for Internet and Society. Il  figure parmi les chroniqueurs réguliers des émissions La Grande Table  de 2013 à 2015 et Place de la toile de 2010 à 2013 sur France Culture.

## Domaines de recherche
Depuis ses premiers travaux sur l’impact des technologies industrielles sur l’imaginaire du corps, sous l'influence de Donna Haraway et d’Antonio Negri, il a étudié la violence communicationnelle et les cultures numériques. Dans Les Liaisons numériques : vers une nouvelle sociabilité ?, il analyse les usages des TIC et l'impact des pratiques de présentation de soi (avatars, photos, récits autobiographiques) sur les structures sociales, les codes de communication, le capital social et la vie privée. Plusieurs de ses études portent sur les TIC dans le domaine de la santé. Ses méthodes d’enquête mêlent l’observation participante et les outils avancés de la recherche en sciences sociales, comme par exemple la simulation informatique et l’analyse des graphes.
En 2020, il apporte son expertise à la web-série documentaire Invisibles : Les Travailleurs du clic diffusée sur FranceTV.
Le 25 avril 2020, il publie une tribune avec Paul-Olivier Dehaye, mathématicien expert en protection des données et Jean-Baptiste Soufron, avocat sur les risques et les enjeux de  l'application de recherche de contacts StopCovid que le gouvernement français souhaite  développer et sur le manque de garantie des finalités exactes de la collecte et traitement des données recueillies.

### Vie privée dans les médias sociaux
Antonio Casilli s'intéresse au concept de privacy, se plaçant contre l'hypothèse d'une fin de la vie privée qui serait due à l'avènement des médias sociaux. Au lieu d'affirmer la disparition de la vie privée, il atteste d'un changement dans sa perception par la société. La vie privée d'un individu se caractériserait entre autres aujourd'hui par la construction puis la gestion d'un capital social en ligne. Antonio Casilli s'attache donc à proposer un nouveau modèle de représentation de la privacy. Ainsi, elle serait à appréhender comme une entité négociable : elle ne relèverait plus d'une décision totalement individuelle, mais d'une négociation permanente, où l'utilisateur de médias sociaux adapte la publication d'informations personnelles en fonction du cercle social qu'il vise, et selon les « retours » (feedback) de ses contacts. Le caractère privé ou public des informations personnelles n'intervient donc pas a priori, mais est défini en fonction de ces variables. Il redéfinit ainsi la vie privée comme étant un processus collectif.

### Sociabilités numériques
Antonio Casilli s'intéresse à la notion d'amitié. Malgré la détérioration de la valeur de l'amitié sur les réseaux sociaux, il y a aussi une valeur utilitaire dans l'amitié à outrance. En creux derrière la notion d'amitié se trouve la notion de conflit et comment la déjouer. On peut aussi se demander comment garder la cohésion sociale dans un contexte de liens faibles. Le friending ne remplace pas l'amitié : il la prolonge[réf. souhaitée].

### Digital labor
Dans En attendant les robots, Antonio Casilli décrit trois types de digital labor :
- les plateformes de service « à la demande », telles que Uber ou Foodora. Dans le cas, les entreprises mettent en relation des demandeurs et des fournisseurs potentiels d'un service, en temps réel, par géolocalisation. Les chauffeurs/livreurs et les utilisateurs du service créent des données qui seront exploitées par les entreprises : annotation de cartes, complétion de parcours GPS, gestion de réputation, etc.
- les plateformes de microtravail, telles qu'Amazon Mechanical Turk. Ces entreprises rémunèrent des microtravailleurs pour assister des intelligences artificielles dans leurs tâches, voire réalisent eux-mêmes ces tâches en lieu et place des IA. C'est l'une des thèses principales de l'ouvrage : une partie de l'intelligence artificielle est, elle-même, artificielle puisqu'elle nécessite une très grande part d'intervention humaine, voire la substitution totale des humains aux machines lorsque celles-ci ne sont pas en mesure de fournir une réponse efficace.
- les plateformes « sociales » telles que Facebook ou YouTube. Ici, les entreprises capitalisent sur le travail fourni « bénévolement » par les utilisateurs : chaque like sur Facebook permet d'affiner un profil utilisateur, exploité commercialement à travers le ciblage publicitaire proposé par Facebook aux annonceurs.

## Publications

### Ouvrages
- (it) La Fabbrica libertina : De Sade e il sistema industriale, Manifestolibri, 2000 (ISBN 978-88-7285-213-2, présentation en ligne)
- (it) Stop mobbing : Resistere alla violenza psicologica sul luogo di lavoro, Derive Approdi, 2002, 192 p. (ISBN 978-88-87423-27-3, présentation en ligne)
- Les Liaisons numériques : Vers une nouvelle sociabilité ?, Paris, Seuil, 2010, 331 p. (ISBN 978-2-02-098637-3, BNF 42275638, présentation en ligne)
- avec Paola Tubaro et Yasaman Sarabi, (en) Against the Hypothesis of the End of Privacy : An Agent-Based Modelling Approach to Social Media, Cham u.a., Springer, 2014, 57 p. (ISBN 978-3-319-02456-1, BNF 44674955, présentation en ligne)
- avec Dominique Cardon, Qu'est-ce que le Digital Labor ?, Bry-sur-Marne, INA, 2015, 104 p. (ISBN 978-2-86938-229-9, BNF 44373525, présentation en ligne)
- avec Paola Tubaro, Le Phénomène "pro-ana" : Troubles alimentaires et réseaux sociaux, Paris, Presses des Mines, 2016, 207 p. (ISBN 978-2-35671-385-8, BNF 45116797, présentation en ligne)
- En attendant les robots : Enquête sur le travail du clic, Paris, Seuil, 2019, 400 p. (ISBN 978-2-02-140188-2, BNF 45654527, présentation en ligne)). Prix de l’écrit social 2019 et grand prix de protection sociale 2019[13].

### Direction de numéros de revues
- « Cultures du numérique », numéro 88 de la revue Communications, 2011
- « Le corps à l’épreuve des cultures numériques », no 353 Esprit « Homo numericus », mars/avril 2009